# Пальчатка
Пальчатка, куряча лапка (Digitaria) — рід багаторічних, рідше однорічних трав'янистих рослин родини тонконогові (Poaceae).

## Ботанічний опис

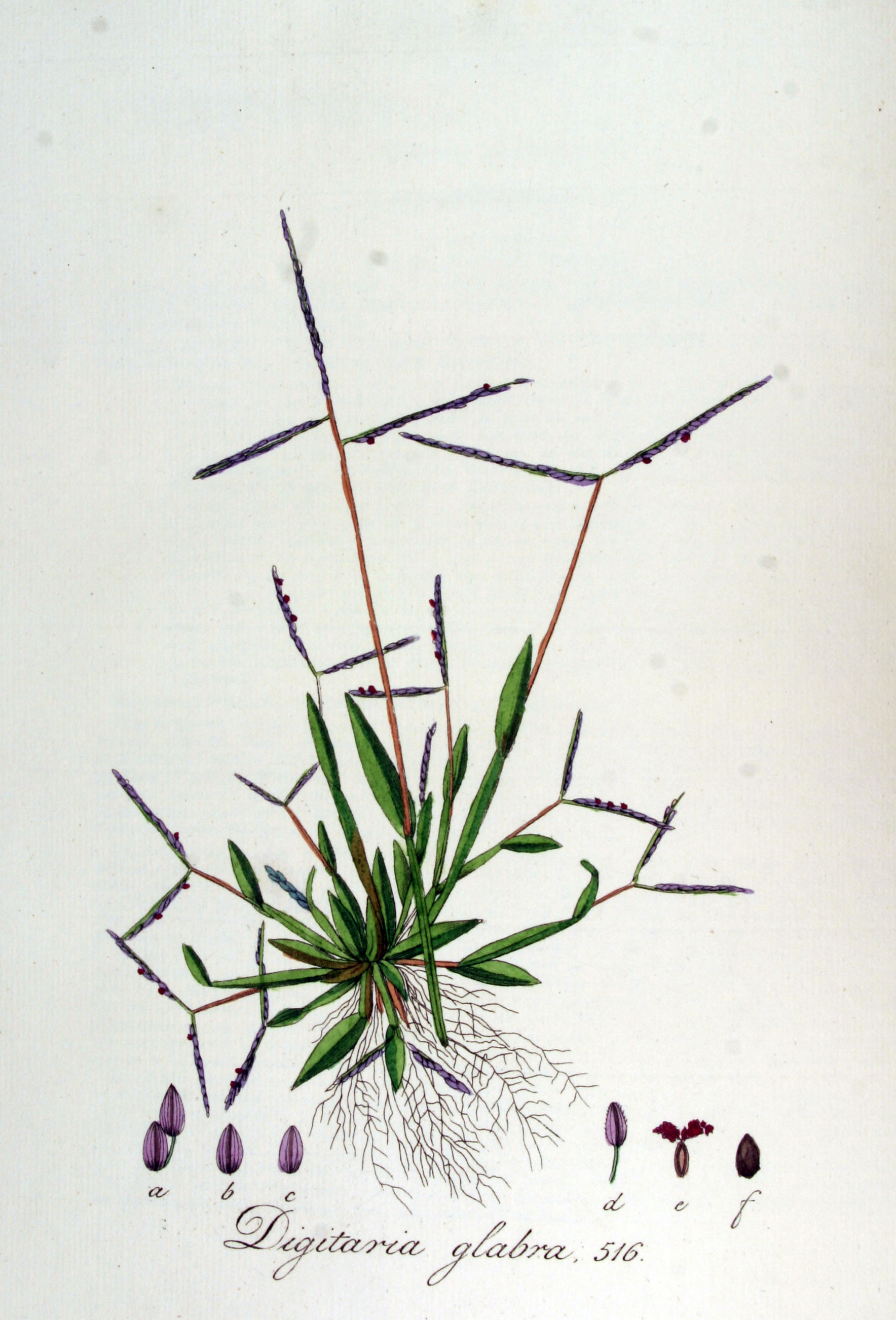
Ботанічна ілюстрація пальчатки звичайної (Digitaria ischaemum) у книзі Яна Копса «Flora Batava», Volume 7 (1830)

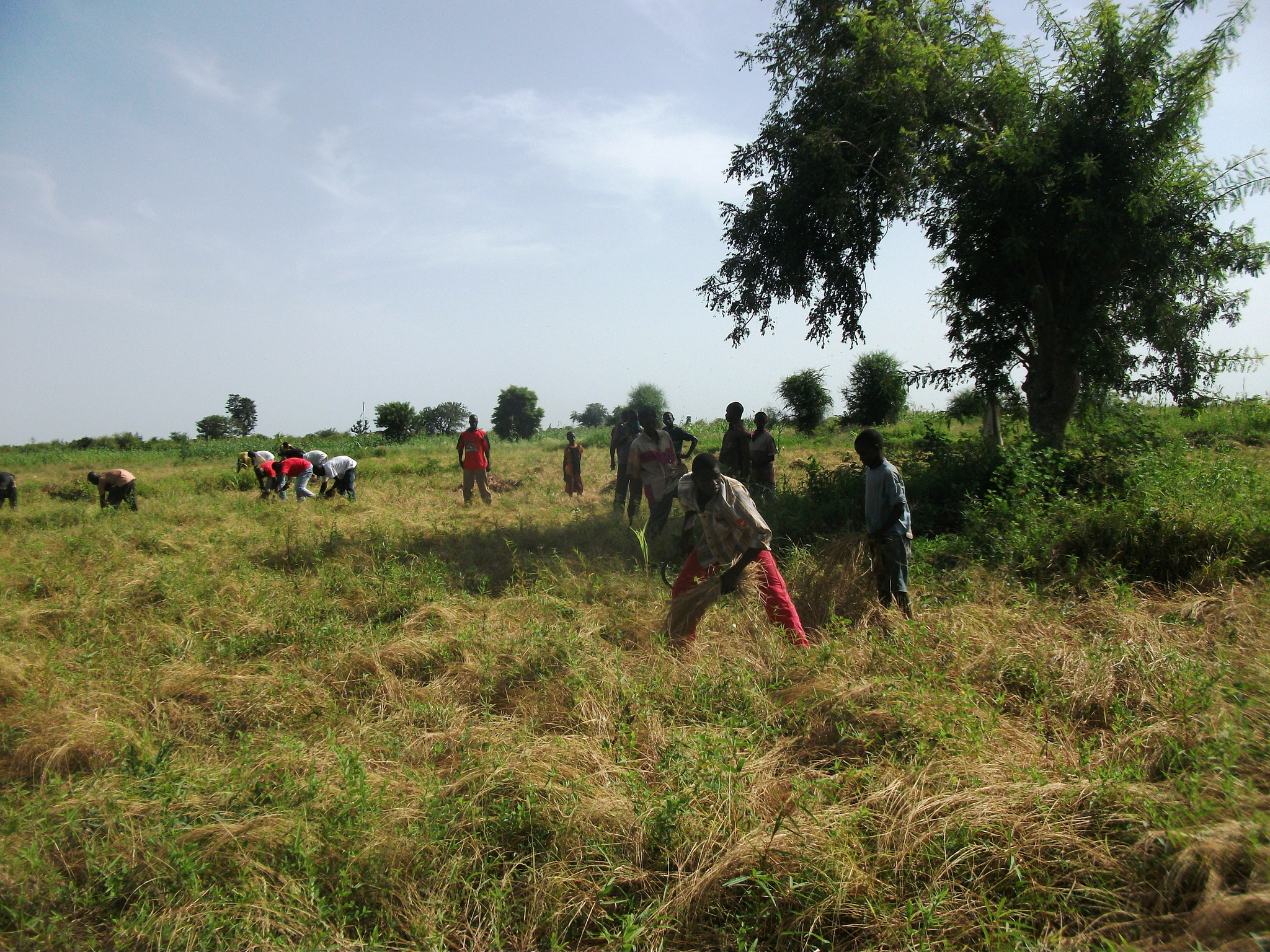
Селяни збирають врожай Digitaria exilis, Малі, Африка

Близька до звичайного проса рослина, що входить до однієї з ним триби Paniceae підродини просових (Panicoideae). Відрізняється тим, що на верхівці кожного стебла несе пальчатоподібне суцвіття з 4-6 колосоподібних гілочок, із зовнішньої сторони коричнево-фіолетових, а з внутрішньої-зелених. Стебло 3-4-колінчасте з 4-5 листочками, вирастає до 1 м заввишки і більше.

## Екологія
У дикому вигляді зустрічається на вологих піщаних і супіщаних ґрунтах, переважно по берегах річок. Зростає в тропічних, субтропічних (головним чином в Африці) і частково в теплопомірних областях.

## Використання
2 види культивують в Південно-Східній Азії. Вирощується як зернова (дає білу крупу, прирівнюється до манної) і як кормова рослина. Пальчатку тонку (Digitaria exilis), пальчатку кров'яну (Digitaria sanguinalis) культивують як хлібні злаки. У тропічних і субтропічних областях багато видів пальчатки — важливі пасовищні рослини. Сіно і солома добре поїдаються усіма тваринами. Агротехніка обробітку подібна до проса. Урожайність зерна в перекладі на крупу 1-1,5 ц, сіна до 2 т і соломи до 3 т з 1 га. Пальчатку використовують для боротьби з ерозією, для зміцнення пісків, насипів, улаштування газонів, а також для плетіння кошиків, циновок та іншого.

## Види
За даними спільного інтернет-проекту Королівських ботанічних садів у К'ю і Міссурійського ботанічного саду The Plant List рід Digitaria налічує 260 визнаних видів. В Україні зустрічаються пальчатка звичайна (Digitaria ischaemum (Schreber) Muhl.) і пальчатка кривава (Digitaria sanguinalis (L.) Scop.).